# Súhág (guvernorát)
Súhág (arabsky: محافظة سوهاج‎), též Sohag je egyptský guvernorát, nacházející se na území Horního Egypta. Jeho území tvoří údolí Nilu.
Rozloha guvernorátu je 11 218 km2 a v roce 2012 zde žilo 4 211 000 obyvatel. Hlavní město guvernorátu je Súhág.

## Galerie

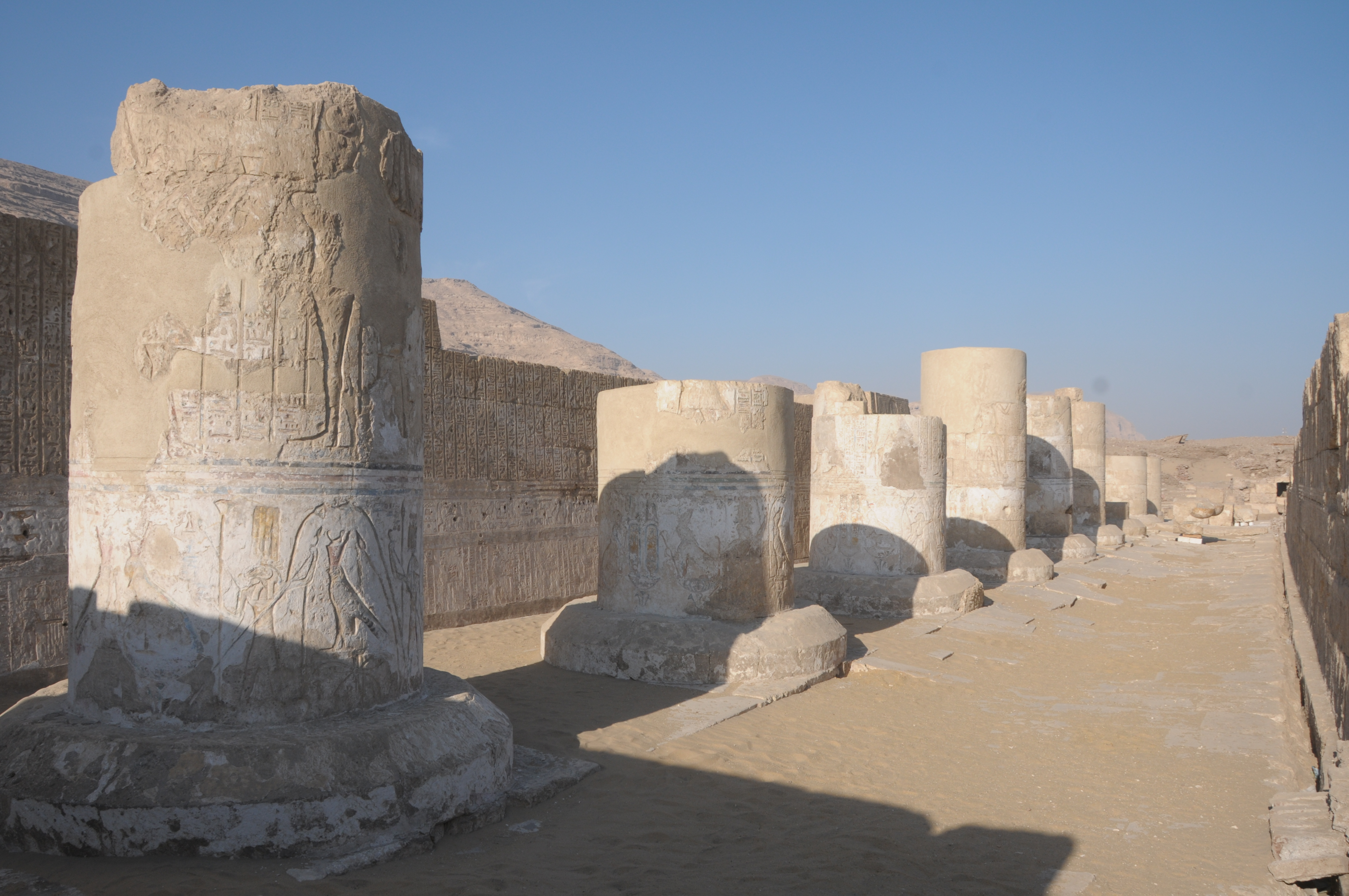
Pozůstatky starověkého chrámu v někdejším Athribisu
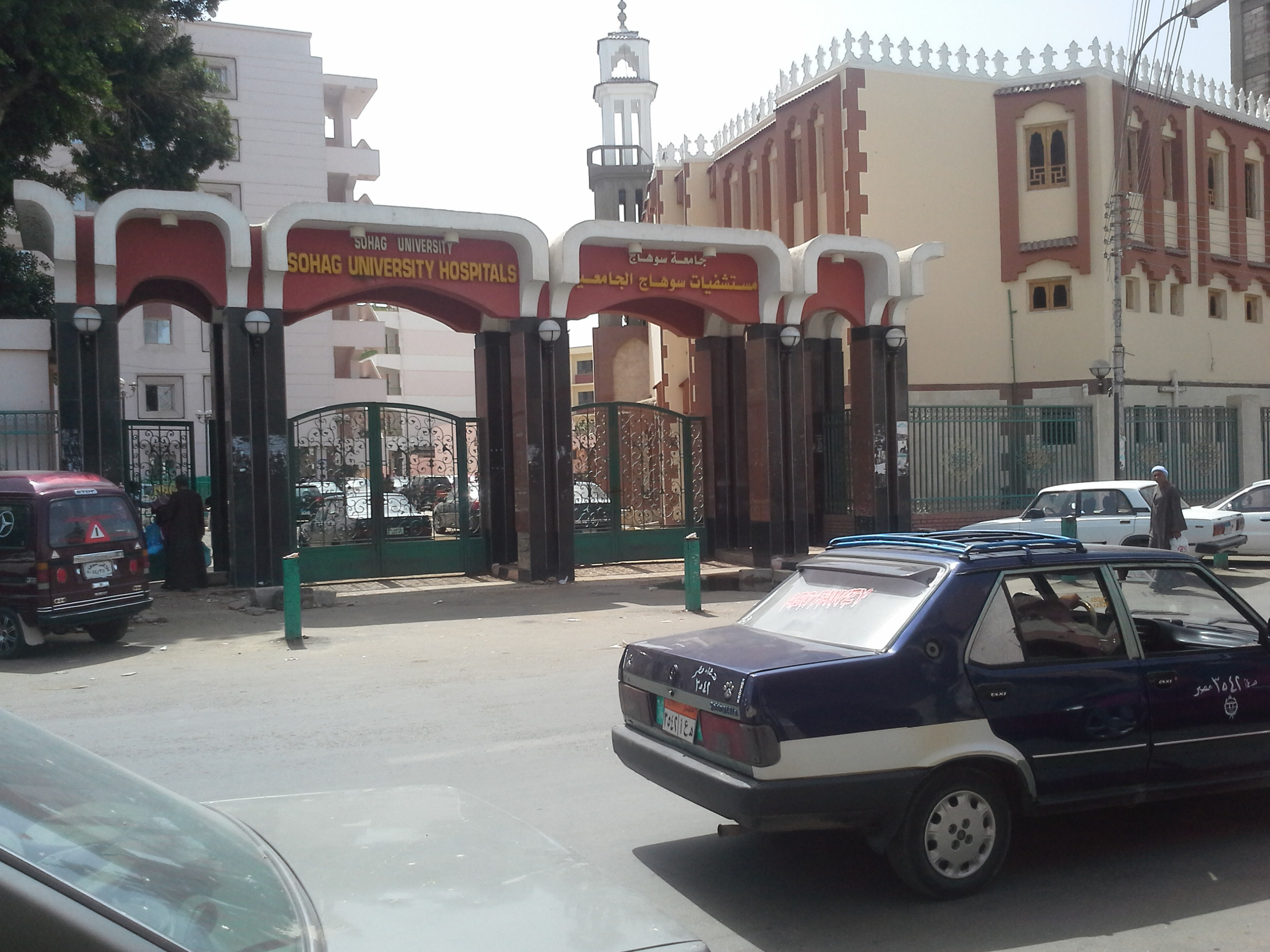
Nemocnice lékařské fakulty Univerzity Súhág
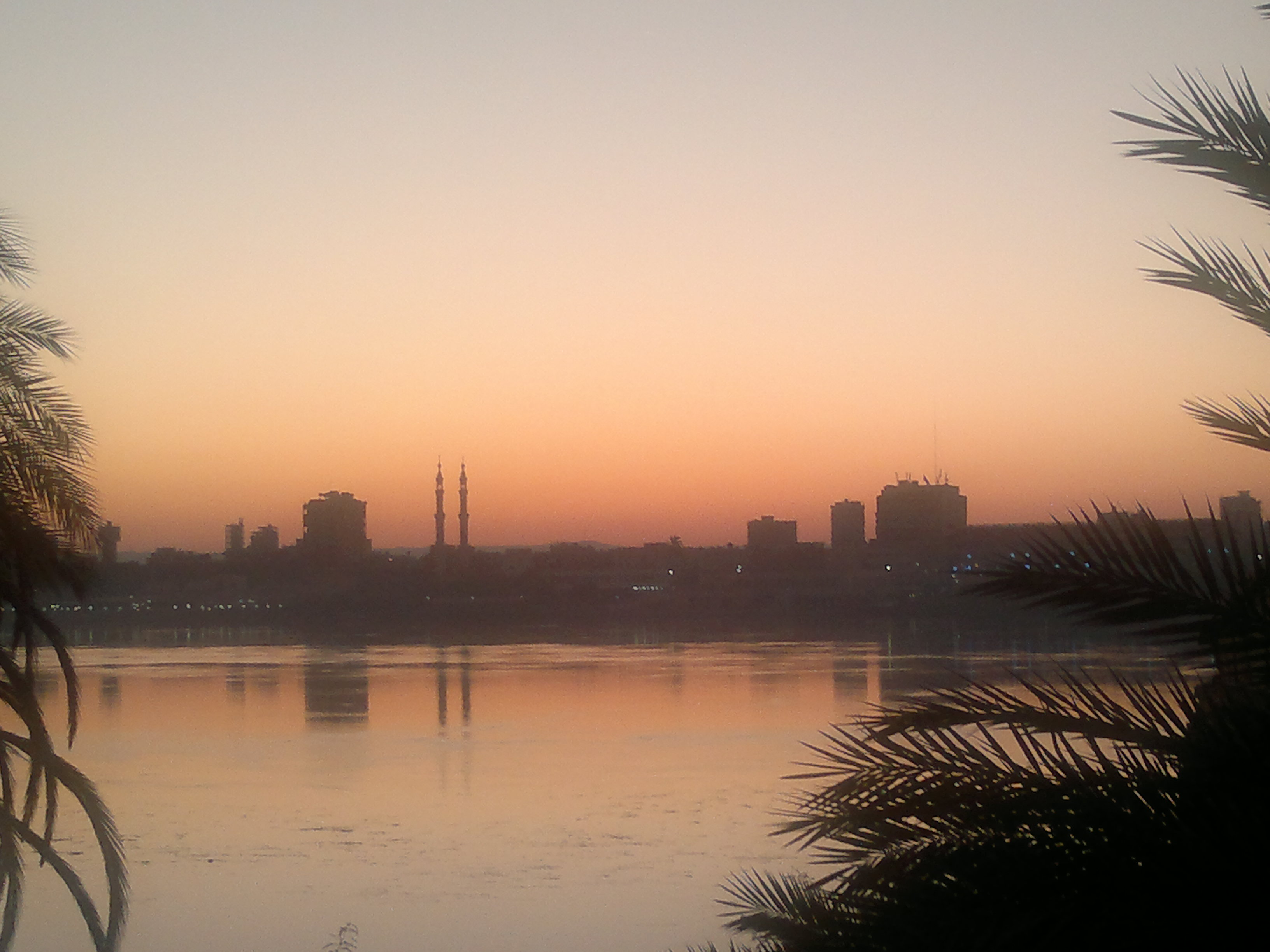
Večer na Nilu v Súhágu
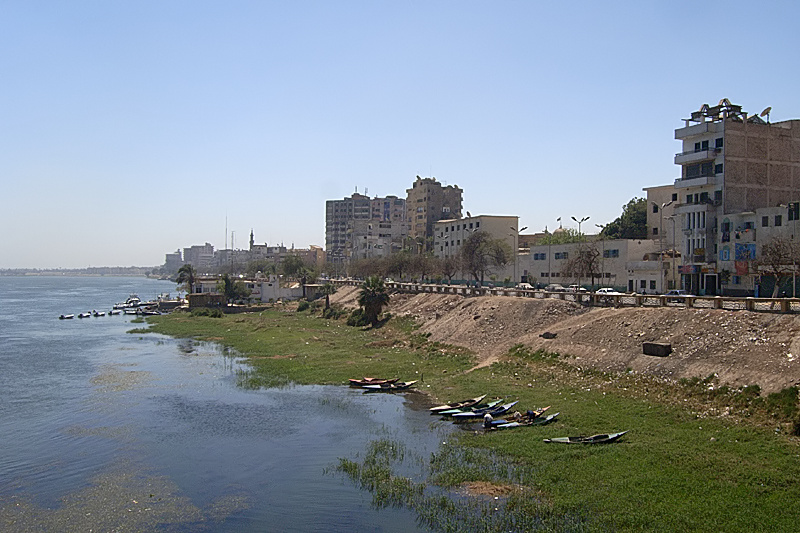
Město Súhág na západním břehu Nilu
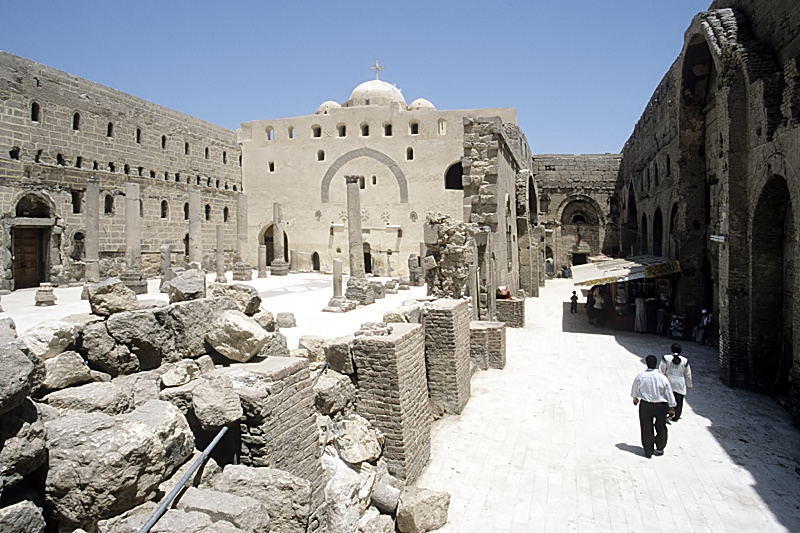
Bílý klášter koptské pravoslavné církve ze 4. století n. l.